# Naicai bánya
Az először 1794-ben megnyitott naicai bánya (mina de Naica) a Mexikó Chihuahua államában található Naica határában, a Sierra Naica hegységben fekvő bánya, mely az Industrias Peñoles tulajdonát képezi. Főként ólmot, cinket és ezüstöt bányásznak benne.
Különlegességei az egyik járatában, a Kristálybarlangban (Cueva de los Cristales) látható hatalmas gipszkristályok és másik három barlangjának különleges, bár kisebb ásványképződményei. A bánya megnyitása előtt a talajvíz szintje a felszín alatt 110 méterrel húzódott, de a kitermeléshez szükséges volt ezt a szintet több száz méterrel szivattyúzással csökkenteni. Ennek köszönhetően fedezhették fel a bányászok a mélyebben fekvő barlangokat. Ha megszűnne a (jelenleg kb. 83 000 liter/perc teljesítményű) szivattyúzás, a vízszint lassan visszaemelkedne, ezáltal a barlangokat újra víz öntené el.
A barlangok a kedvezőtlen körülmények miatt (magas hőmérséklet és páratartalom) turisták számára nem látogathatók.

## Elhelyezkedés
Naica Mexikó északi részén, Chihuahua állam Saucillo községében található, a sivatagos-félsivatagos környezetben megbúvó kis termékeny „sziget” szélén. Mintegy 24 km-rel fekszik délnyugatra a 45-ös főúttól, a bekötőút Ciudad Camargo és Delicias között körülbelül félúton, Saucillótól 6 km-rel délre ágazik ki. A bánya a település délnyugati szélén nyílik.

## A bánya barlangjai

### Kristálybarlang (Cueva de los Cristales)
Ezt a barlangot 2000-ben fedezték fel, 300 m-rel húzódik a felszín alatt. Óriási, a világon egyedülálló méretű, többségében 6–11 m hosszú gipszkristályok rendezetlen halmaza található benne. Mivel levegőjének hőmérséklete 45–50 °C, páratarlama 90-100% körüli, az ember megfelelő felszerelés nélkül csak néhány percig bírja ki a benne tartózkodást.

### Kardok Barlangja (Cueva de las Espadas)
A 20. század eleje óta ismert barlang onnan kapta nevét, hogy falait vékony, akár 2 méter hosszú kristályok sokasága borítja, melyeket az emberi képzelet kardokhoz hasonlíthat. A négy barlang közül ez a legrövidebb: mindössze 87 méteres. 120 méterrel fekszik a felszín alatt, hőmérséklete az ember számára is elviselhető. Kristályainak némelyike ősi élőlények maradványait is magába zárta, így a kutatók számára hasznos anyagot biztosít. A világ legjelentősebb természettudományos múzeumai (Mexikóváros, New York, Washington, London) is bemutatnak innen származó kristályokat.

### Gyertyák Barlangja (Cueva de las Velas)
Ez a barlang a négy közül a legnagyobb, átlagos hőmérséklete 43–45 °C. Két fő teremből áll, melyek részben egymás fölött helyezkednek el, átlagos magasságuk 3–4 m, legnagyobb szélességük 10 m. A barlang gyöngyházszínű kristályairól és az utóbbi évtizedekben keletkezett különleges alakú, jéghez hasonlító cseppköveiről ismert. Ilyen cseppkövek sehol máshol a világon nem ismertek, csak ennek a barlangnak a felső termében alakultak ki a kristályok felszínén. Mivel kicsik és vékonyak, gyertyáknak nevezik őket. Sajnos a bánya működéséhez szükséges szellőztetőrendszer használatának következményeként a barlang falai a további lehűlés veszélyének vannak kitéve, ez pedig könnyen felboríthatja azt a kényes hőmérsékleti egyensúlyt, ami jelenleg lehetővé teszi a cseppkövek fennmaradását.

### A Királynő Szemének Barlangja (Cueva del Ojo de la Reina)
A 2000-ben az Eloy és Francisco Javier Delgado bányásztestvérpár által munkavégzés közben felfedezett barlangot azért nevezték el így, mert található benne egy olyan jellegzetes kő, mely gyémánthoz hasonlóan ragyog, ha fény vetül rá. A 290 méterrel a felszín alatt található kis barlangterem hőmérséklete és páratartalma is igen magas.

## A Naica-terv
Az úgynevezett Naica-terv (Proyecto Naica) 2006-ban indult azzal a céllal, hogy minél jobban felderítsék a barlangokat, kutassák azokat és megismertessék a világgal. Különböző nemzetiségű tudósok, kutatók, művészek és fényképészek vesznek részt benne, megörökítve az utókor számára mindent, ami a helyre most még jellemző, hiszen mindannyian tudják: a jelenlegi állapot előbb-utóbb, a bányászathoz használt szivattyúzás leállításával vagy a hőmérsékleti viszonyok megváltozásával örökre elveszik majd.
A terv során fénykép- és filmfelvételek készülnek, geológusok, fizikusok, barlangkutatók, geofizikusok, kémikusok és krisztallográfusok kutatják a helyet és vannak, akik újabb járatokat próbálnak felfedezni; mindehhez folyamatos támogatást kapnak egy egészségügyi és biztonsági csapattól. Mivel a hőmérséklet és a páratartalom a barlangokban rendkívül magas, ezért a kutatáshoz különleges technológiákra is szükség van: ezt is a tervben részt vevő szakértők biztosítják.